# Verly
Pour les articles homonymes, voir Verly (homonymie).
Verly est une ancienne commune de l'Aisne, située dans le canton de Guise dans l'arrondissement de Vervins. Elle a existé de la fin du XVIIIe siècle au 1er février 1896.

## Toponymie
Le nom de la localité est attesté sous les formes Territorium de Verli (1197) ; Vieslis (XIIe siècle) ; Velly (1327).

Le 6 janvier 1896 une loi divise Verly en deux entités : Verly-Grand, renommée Grand-Verly et Verly-Petit renommée Petit-Verly en 1943.
(Le) Verly-Petit est un ancien hameau de la commune de Verly, renommée Petit-Verly en 1943.

## Histoire
La commune a été créée lors de la Révolution française. La commune de Verly a été supprimée le 6 janvier 1896, à la suite de l'adoption d'une loi portant sur la séparation en deux communes distinctes. Elle est entrée en application le 1er février 1896. Son territoire a été scindé en deux nouvelles communes :
- Verly-Grand, renommée Grand-Verly en 1943 ;
- Verly-Petit, renommée Petit-Verly en 1943.

## Administration
Jusqu'à sa suppression en 1896, la commune se situait dans le canton de Wassigny dans l'arrondissement de Vervins. Elle appartenait au district de Vervins entre 1790 et 1795. La liste des maires de Verly est :
| Période                                  | Période    | Identité           | Étiquette | Qualité                |
| ---------------------------------------- | ---------- | ------------------ | --------- | ---------------------- |
| avant 1877                               | après 1879 | Serusier           |           |                        |
| Les données manquantes sont à compléter. |            |                    |           |                        |
| ?                                        | 1892       | Édouard Prud'homme |           |                        |
| 1892                                     | 1892       | Aimable Façon      |           | intérim                |
| 1892                                     | 1894       | Edmond Venet       |           | 1er intérim            |
| 1894                                     | 1895       | Prudent Sérusier   |           | démissionnaire         |
| 1894                                     | 1895       | Edmond Venet       |           | 2e intérim             |
| 1894                                     | 1896       | Louis Hocquet      |           | Dernier maire de Verly |
| Les données manquantes sont à compléter. |            |                    |           |                        |

## Démographie
L'évolution démographique de Verly jusqu'en 1896 était :
| 1793 | 1800 | 1806 | 1821 | 1831 | 1836 | 1841 | 1846  | 1851  |
| ---- | ---- | ---- | ---- | ---- | ---- | ---- | ----- | ----- |
| 640  | 715  | 753  | 735  | 826  | 905  | 958  | 1 003 | 1 010 |

| 1856  | 1861 | 1866 | 1872 | 1876 | 1881 | 1886 | 1891 | 1896 |
| ----- | ---- | ---- | ---- | ---- | ---- | ---- | ---- | ---- |
| 1 002 | 938  | 974  | 962  | 986  | 945  | 890  | 836  | 889  |

| 1901 | 1906 | 1911 | 1921 | 1926 | 1931 | 1936 | 1946 | 1954 |
| ---- | ---- | ---- | ---- | ---- | ---- | ---- | ---- | ---- |
| 804  | 729  | 719  | 591  | 611  | 518  | 484  | 408  | 394  |

| 1962 | 1968 | 1975 | 1982 | 1990 | 1999 | 2006 | 2011 | 2014 |
| ---- | ---- | ---- | ---- | ---- | ---- | ---- | ---- | ---- |
| 398  | 386  | 291  | 284  | 286  | 313  | 327  | 334  | 310  |